# Gabriel Zuchtriegel

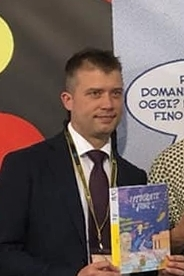
Gabriel Zuchtriegel bei der Präsentation des Comic-Projekts Fumetti nei Musei auf der Napoli Comicon 2018

Gabriel Zuchtriegel (* 24. Juni 1981 in Weingarten/Württemberg) ist ein deutsch-italienischer Klassischer Archäologe. Er ist seit 2021 Generaldirektor des Archäologischen Parks Pompeji.

## Werdegang
Gabriel Zuchtriegel studierte von 2001 bis 2006 an der Humboldt-Universität zu Berlin Klassische Archäologie sowie die Nebenfächer Ur- und Frühgeschichte und Altgriechisch mit dem Magisterabschluss. Als Assistent bei Dieter Mertens und Martin Bentz nahm er an Ausgrabungen in Selinunt (Sizilien) teil. Im Jahr 2010 wurde er an der Universität Bonn bei Bentz mit einer Dissertation über eisenzeitliche und archaische Funde aus der Ausgrabung eines Heiligtums in Gabii (Latium) promoviert. Zuchtriegel erhielt 2010/2011 das Reisestipendium des Deutschen Archäologischen Instituts. Gefördert mit einem Feodor-Lynen-Forschungsstipendium der Alexander-von-Humboldt-Stiftung leitete er von 2012 bis 2015 die Ausgrabungen der griechischen Kolonien Siris und Herakleia in Lukanien (heutige Region Basilikata) und arbeitete in dieser Zeit an der Università degli Studi della Basilicata, wo er 2014–2015 auch als Dozent (professore a contratto) lehrte.
Das italienische Kulturministerium berief Zuchtriegel 2015 zum Direktor des Parco Archeologico di Paestum e Velia und des dazugehörigen Museums, sein Vertrag wurde 2019 um ein weiteres Mandat von vier Jahren verlängert. Seit 2019 lehrt er außerdem als Dozent im Studiengang Archäologie und Kulturen des antiken Mittelmeerraums der Scuola Superiore Meridionale in Neapel, einer Graduiertenschule (Scuola superiore universitaria) an der Universität Neapel Federico II. Im Juli 2020 nahm er zusätzlich zur deutschen die italienische Staatsbürgerschaft an. Mitte Februar 2021 wurde er als Nachfolger von Massimo Osanna zum Direktor des Archäologischen Parks von Pompeji berufen und trat sein Amt zum 1. April 2021 an. 2025 wurde sein Vertrag für vier weitere Jahre verlängert.
Seit 2021 ist Zuchtriegel ordentliches Mitglied des Deutschen Archäologischen Instituts.

## Veröffentlichungen (Auswahl)
- Gabii I: Das Santuario Orientale im Zeitalter der Urbanisierung. Eisenzeitliche und archaische Funde der Ausgrabungen 1976/77. Osanna Editore, Venosa 2012, ISBN 978-88-8167-300-1 (zugleich Dissertation 2010 Universität Bonn).
- Colonization and Subalternity in Classical Greece. Experience of the Nonelite Population. Cambridge University Press, Cambridge 2018, ISBN 978-1-108-41903-1.
- Vom Zauber des Untergangs. Was Pompeji über uns erzählt. Propyläen, Berlin 2023, ISBN 978-3-549-10048-6.
  - The Buried City: Unearthing the Real Pompeii. University of Chicago Press, 2025, ISBN 978-0-226-83961-5 (englisch, 256 S., Übersetzer: Jamie Bulloch).
- The Making of the Doric Temple. Architecture, Religion, and Social Change in Archaic Greece. Cambridge University Press, Cambridge 2023, ISBN 978-1-009-26010-7.

Herausgeber
- mit Angelo Meriani: La Tomba del Tuffatore. Rito, arte e poesia a Paestum e nel Mediterraneo d'epoca tardo-arcaica. Atti del convegno internazionale, Paestum, 4-6 ottobre 2018. Edizioni ETS, Pisa 2020, ISBN 978-88-467-5912-2.
- mit Maria Luisa Catoni: Arte e sensualità nelle case di pompei. Artem, Napoli 2022, ISBN 978-88-569-0867-1.

## Audios
- Sabine Oelze: Archäologie in Pompeji soll lebendig werden. In: dw.com. 22. Februar 2021, abgerufen am 23. Februar 2021.
- Claudia Dichter: Ein Deutscher in Pompeji. In: WDR 5 Scala – Hintergrund Kultur. 12. August 2022, abgerufen am 12. August 2022.
- Elisabeth Pongratz: Pompeji und sein deutscher Direktor. In: WDR 5 Scala – Hintergrund Kultur. 3. Mai 2023, abgerufen am 6. Mai 2023.
- Stefan Parrisius: „Vom Zauber des Untergangs“ – Gabriel Zuchtriegel, Chefarchäologe von Pompeji. In: Bayern 2, Eins zu Eins. Der Talk. 15. Mai 2023, abgerufen am 15. Mai 2023.
- Raoul Mörchen: Archäologe Gabriel Zuchtriegel über Pompeji. In: WDR 3 Gespräch am Samstag. 24. Juni 2023, abgerufen am 24. Juni 2023.
- Gregor Papsch: Gabriel Zuchtriegel – „Die Toten von Pompeji, das sind wir alle“ Beitrag vom 9. Mai 2023 auf SWR2 Kultur.
- WDR 5 (Westdeutscher Rundfunk) Tischgespräch vom 3. Juli 2024: Gabriel Zuchtriegel im Tischgespräch mit Lothar Lenz